# Avenida 9 de Julio

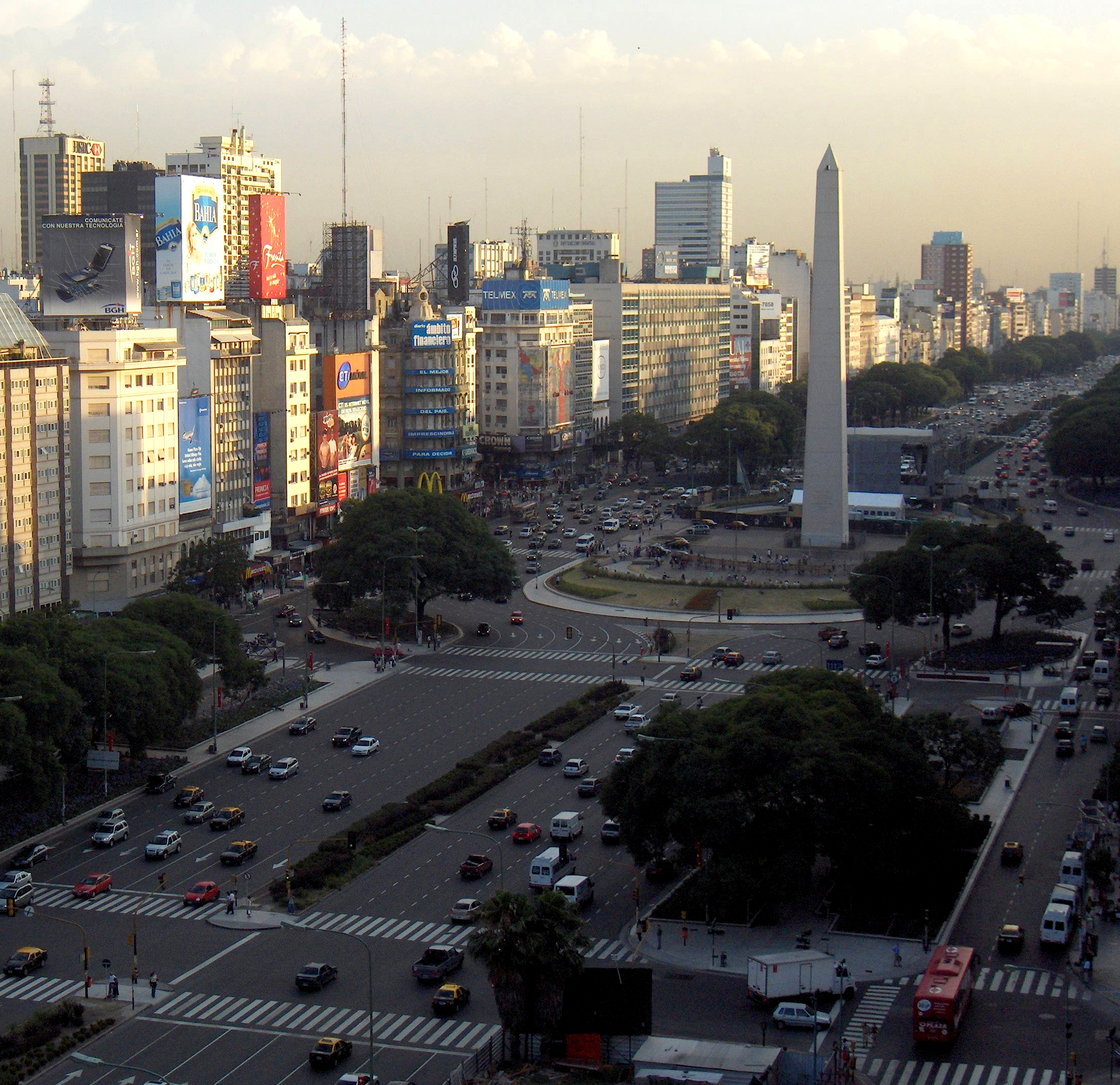
Avenida 9 de Julio

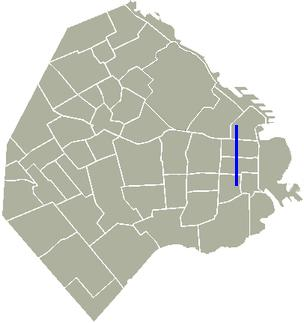
Lage der Avenida 9 de Julio in Buenos Aires

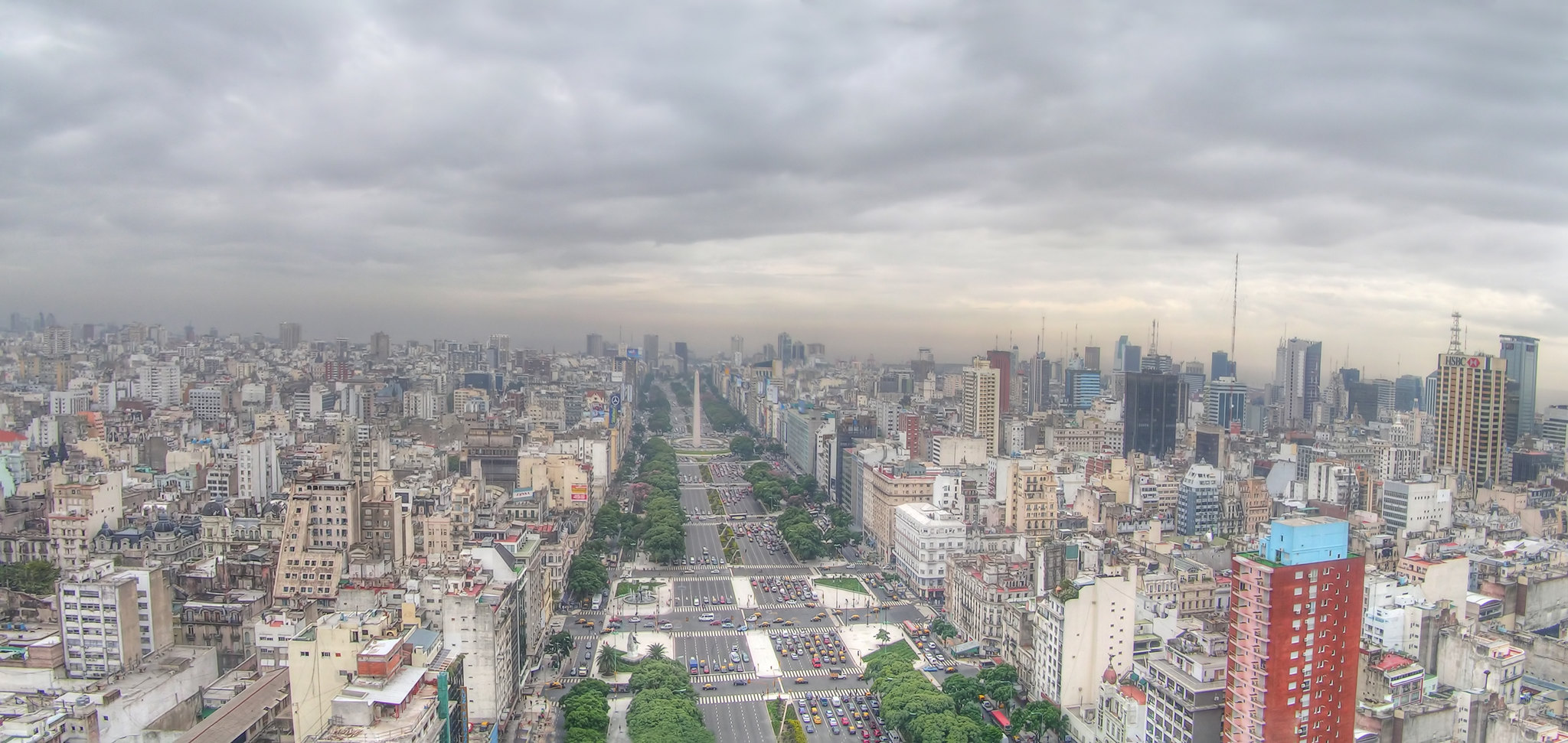
Luftbild

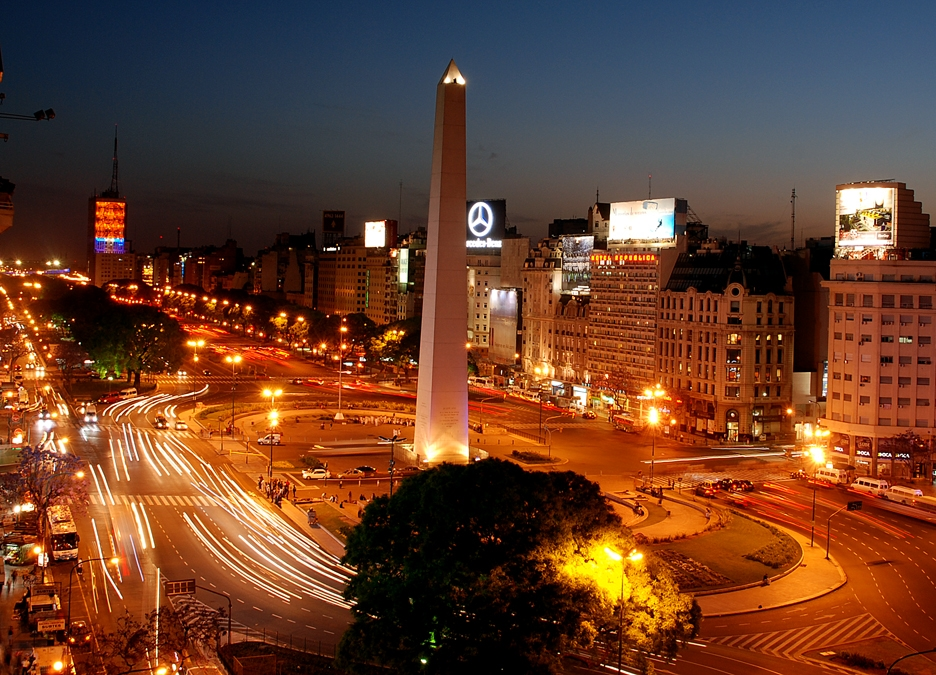
Avenida 9 de Julio bei Nacht

Die Avenida 9 de Julio (gesprochen „Nueve de Julio“) ist eine der Hauptverkehrsadern von Buenos Aires. Mit ihrem Namen erinnert sie an den Tag der Unabhängigkeit Argentiniens (9. Juli 1816).

## Beschreibung
Die bereits 1888 geplante Straße wurde erst ab 1935 begonnen und am 12. Oktober 1937 eröffnet, wofür 40 Häuser weichen mussten. Sie war bis 1960 mit 140 Metern die breiteste Straße der Welt, bis sie von der brasilianischen Eixo Monumental abgelöst wurde. Das war allerdings auch damals nicht ganz richtig: Beiderseits eines begrünten Mittelstreifens verläuft die eigentliche Avenida 9 de Julio mit sieben Fahrstreifen je Richtung. Abgetrennt durch einen breiten, baumbestandenen Grünstreifen verlaufen im Westen die Cerrito (nördlich der Av. Rivadavia) bzw. die Lima (im südlichen Teil), im Osten die Carlos Pellegrini (im Norden) bzw. Bernardo de Irigoyen (im Süden). Diese beiden Parallelstraßen sind jeweils dreispurige Einbahnstraßen, daher werden sie oft als Teil der Avenida 9 de Julio empfunden.
Für den Bau der Straße wurde eine komplette Reihe von Häuserblocks der im Schachbrettmuster angelegten Stadt abgerissen, daher entspricht die Gesamtbreite der drei Straßen zusammen der eines für Buenos Aires typischen Häuserblocks (ca. 110 Meter) zuzüglich der ihn flankierenden Straßen, und beträgt somit etwa 140 Meter.
Die Überquerung der drei Straßen dauert oft mindestens 2 Minuten, da alle Kreuzungen Ampeln haben. Bei einer normalen Gehgeschwindigkeit benötigt man zwei bis drei Ampelphasen, um die Straßen zu überqueren. Stadtplaner haben bereits Projektskizzen veröffentlicht, die eine Verlegung des zentralen Teils der Straße in den Untergrund vorsehen.
Die Avenida wurde bereits 1888 geplant, damals sollte sie noch Ayohuma heißen. Aufgrund des Widerstands von Anwohnern und Grundstücksbesitzern wurde mit dem Bau jedoch erst 1935 begonnen. Das erste Teilstück wurde am 9. Juli 1937 eingeweiht, insgesamt wurde sie 1960 fertiggestellt. Die südlichen Anschlüsse waren erst nach 1980 fertig.
Die Avenida 9 de Julio verläuft von Retiro, im Norden von Buenos Aires, bis zum Bahnhof Constitución im Süden der Stadt. Das nördliche Ende hat Anschluss an die Arturo-Illia-Schnellstraße, die zum Aeroparque Newbery führt. Das südliche Ende ist verbunden mit der Schnellstraße 25 de Mayo und dem Flughafen Ezeiza.
Die Haupt-Sehenswürdigkeiten entlang der Avenida sind (von Norden nach Süden):
- Französische Botschaft: Sie konnte vor dem Abriss gerettet werden, da sie als architektonisches Meisterwerk gilt
- Brasilianische Botschaft: architektonisch wertvoll, auf der östlichen Seite
- Teatro Colón
- Das westliche Ende der Lavalle-Straße (ehemals bekannt für ihre Film-Theater)
- Obelisk von Buenos Aires
- Statue von Don Quijote an der Kreuzung mit der Avenida de Mayo
- Das ehemalige „Ministerio de Desarrollo Social“ an der Kreuzung Moreno-Straße
- Der Bahnhof Constitución und die Plaza Constitución

## Nahverkehr
Die Linie C der U-Bahn verläuft teilweise unter der Avenida. Die Linien A, B, D und E haben Stationen auf der Avenida. Die Linien B, C und D halten auch an einer gemeinsamen Haltestelle unter dem Obelisken. Diese Station ist somit eine Zentrale im U-Bahn-Netz der Stadt, eine Unterführung dient auch als kommerzielle Galerie. Die U-Bahn-Stationen auf der Avenida 9 de Julio heißen „Carlos Pellegrini“, „Diagonal Norte“ und „9 de Julio“.